# رهیاب مریخ

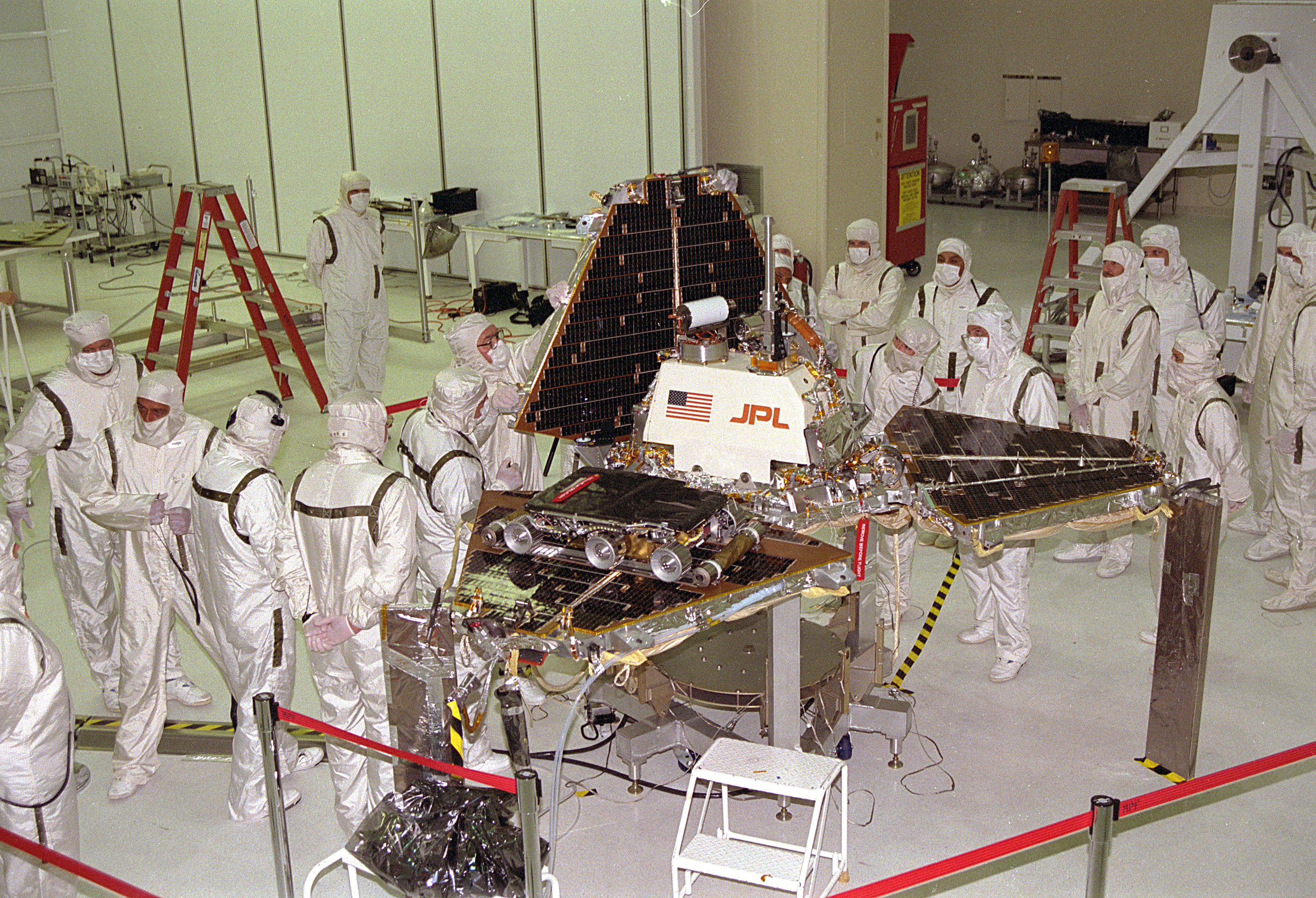

رهیاب مریخ (به انگلیسی: MESUR Pathfinder ،Mars Pathfinder)،  )
یک فضاپیمای رباتیک آمریکایی است که در ۱۹۹۷ با یک سطح‌نورد در ایستگاه اصلی در مریخ فرود آمد. آن که به نام ایستگاه یادبود کارل ساگان تغییر نام داده بود شامل یک سطح‌نشین سبک‌وزن (۱۰٫۶ کیلوگرم/۲۳ lb) و یک ربات مریخ‌نورد به نام Sojourner بود.